# 라이너 클림케

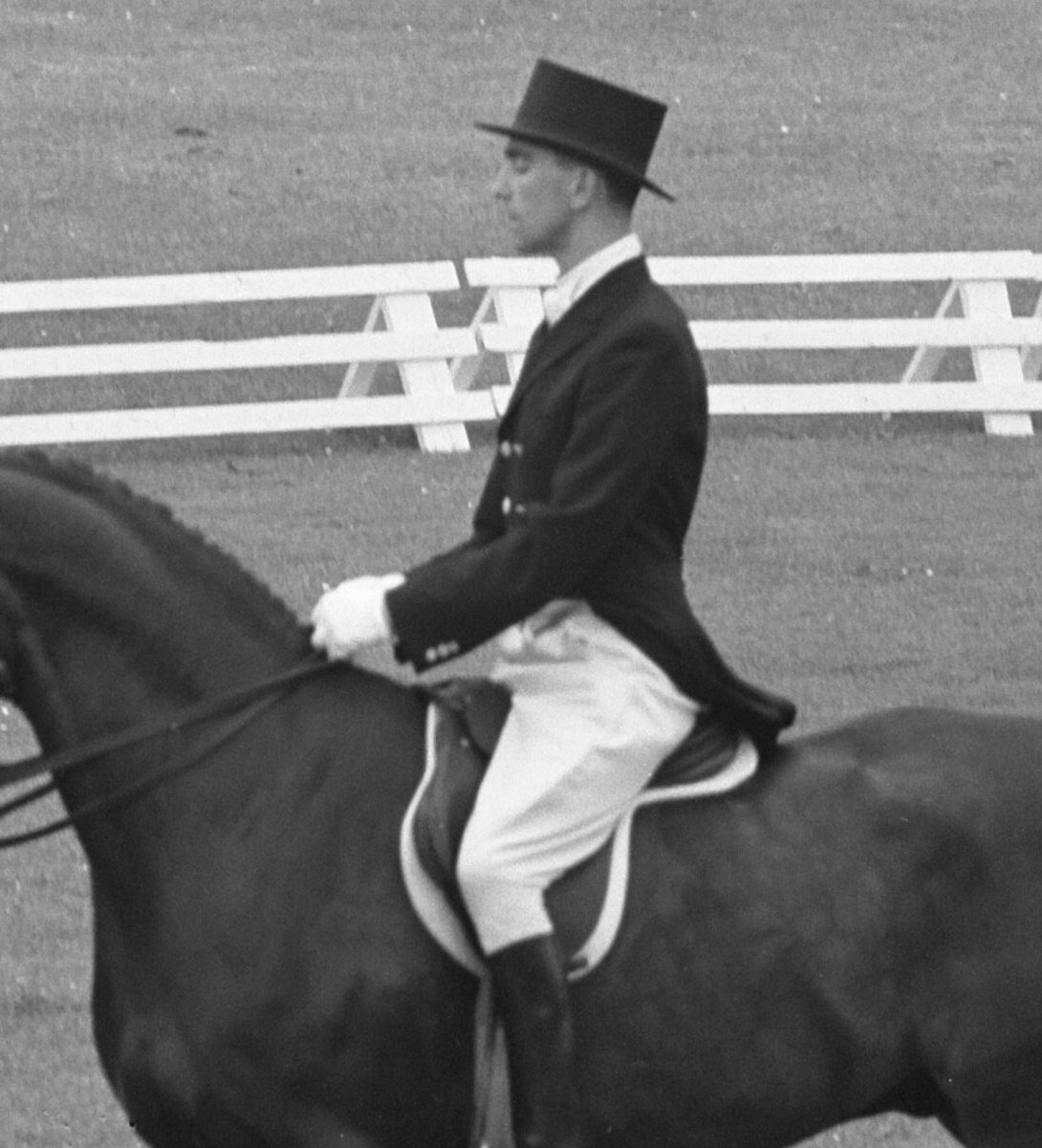

라이너 클림케(Reiner Klimke, 독일어 발음: [ˈʁaənɐ ˈkləmkə]; 1936년 1월 14일 – 1999년 8월 17일)는 독일의 승마 선수로, 하계 올림픽 마장마술에서 6개의 금메달과 2개의 동메달을 획득했다. 이는 이후 경마 기록을 넘어섰다. 그는 서독이 보이콧한 1980년 올림픽을 제외하고 1960년부터 1988년까지 6번의 올림픽에 출전했다.

## 개인사
라이너 클림케는 심리학자와 신경과 의사의 아들이었다. 그의 아내 루스(최고의 쇼 점프 및 마장마술 라이더)와 함께 그는 잉그리드, 롤프 및 마이클 등 세 자녀를 두었다. 잉그리드는 종합마술과 마장마술에서 경쟁한다. 아버지가 마지막 올림픽 금메달을 딴 지 20년 후인 2008년 하계 올림픽에서 금메달을 땄다. 마이클은 또한 마장마술 부문 그랑프리 수준에서도 경쟁한다.
클림케는 승마와 훈련을 했을 뿐만 아니라 법률 회사를 운영하고 FEI 마장마술 위원회를 포함한 여러 이사회에서 활동했다. 클림케는 자신이 태어난 곳인 뮌스터에서 63세의 나이로 심장마비로 사망했다. 죽기 전 2000년 하계 올림픽부터 출전할 계획을 세웠다.

## 같이 보기
- 올림픽 다관왕 목록